# Helga Silverstolpe
Helga Silverstolpe, född Norling 1881, död 1 april 1956, var en svensk lärare och kvinnorättsaktivist. Hon var adoptivdotter till skolpionjären Anna Whitlock och spelade en aktiv roll i kampen för kvinnors rättigheter och rösträtt. Silverstolpe arbetade på Whitlockska samskolan och var ordförande i Västerås-avdelningen av Föreningen för Kvinnans Politiska Rösträtt (FKPR).

## Biografi
Helga Silverstolpe föddes 1881 som femte barn till fabriksarbetaren Per Olof Norling och Klara Charlotta Norling, född Johansson. Efter moderns död några månader efter yngsta syskonets födelse, adopterades Helga av Anna Whitlock, som hade grundat Whitlockska flickskolan i Stockholm 1878. Helga växte upp i en varm och respektfull atmosfär och gick i Whitlockska flickskolan.
Utöver sin skolgång var Helga även barnflicka hos konstnärsparet Carl och Karin Larsson. Hon porträtterades av Carl Larsson, och målningen hängde på skolan fram till dess nedläggning 1978. Efter att ha avslutat sin utbildning blev Helga anställd som lärare på Anna Whitlocks småbarnsskola, som senare blev Stockholms nya samskola.
1903 förlovade sig Helga med ingenjören Helge Silverstolpe och de gifte sig 1905 i Djursholm. Helge blev senare disponent på Surahammars bruk och paret fick fyra barn mellan 1907 och 1921.
Helga Silverstolpe var engagerad i rörelsen för kvinnlig rösträtt. Hösten 1906 blev hon aktiv i FKPR:s avdelning i Västerås och tjänade som dess ordförande och centralstyrelsemedlem under flera år.
I februari 1956 var Helga och hennes man inblandade i en trafikolycka. Helga ådrog sig flera skador och avled den 1 april 1956, vid 74 års ålder.